# Femicidio en Chile
El femicidio (también, feminicidio) en Chile se reconoció por primera vez como delito en el Código Penal chileno el 2010, producto del creciente movimiento feminista en Latinoamérica y de la ratificación por parte de Chile de la Convención sobre la Eliminación de Todas las Formas de Discriminación contra la Mujer (CEDAW) de Naciones Unidas en 1989.

## Antecedentes
El femicidio, o feminicidio, define un acto extremo de violencia contra las mujeres por razones machistas o misóginas, y es una de las violaciones de los derechos humanos más graves, extendida, arraigada y tolerada en el mundo. Forma parte del conceiuuipto más amplio de violencia de género (véase Características del femicidio).
Recién en la década de 1980 surge una serie de movimientos de mujeres y feministas en Latinoamérica que comienzan a desarrollar acciones para visibilizar la violencia contra las mujeres y su magnitud. Las organizaciones sociales y organismos no gubernamentales implementan programas de atención a mujeres abusadas y maltratadas, y se crean grupos de autoayuda. Crece la denuncia de casos emblemáticos de mujeres asesinadas por sus parejas y convivientes, revelando la impunidad en que éstos ocurren y la falta de respuestas por parte de los Estados.
La primera investigación sobre el femicidio en Chile fue realizada por la Corporación de Desarrollo de la Mujer La Morada en 2004 a solicitud del Sistema de Naciones Unidas con el propósito de contribuir a visibilizar el femicidio en Chile. Cabe notar que, dado que el concepto del femicidio no existía aún en las categorías de delitos, no habían registros de este tipo de acción criminal, por lo que para realizar el estudio fue necesario cruzar información obtenida de registros oficiales de defunciones y delitos, realizar entrevistas con personal clave de los organismos estatales respectivos, revisar expedientes judiciales de homicidios de mujeres en Tribunales de Justicia, y recurrir a artículos publicados en la prensa escrita sobre asesinatos de mujeres. El estudio concluye que al menos la mitad de los asesinatos de mujeres en el periodo evaluado (2001-2002) correspondían a femicidios y termina con una serie de recomendaciones para desarrollar una política nacional que aborde integralmente los aspectos de prevención, tratamiento y reparación a las afectadas por violencia de género.
Durante su primer mandato (2006-2010) la presidenta Michelle Bachelet impulsó una Agenda de Género con el objeto de disminuir las desigualdades existentes entre mujeres y hombres introduciendo el enfoque de equidad de género en el Estado. Esto se tradujo en la formación de unidades de género en todos los servicios públicos, reformas legales, nuevas líneas de políticas públicas y la definitiva conformación del Ministerio de la Mujer y la Equidad de Género.

## Legislación
Desde que ratificó la Convención sobre la Eliminación de Todas las Formas de Discriminación contra la Mujer (CEDAW) de Naciones Unidas en 1989, el Estado de Chile ha ido desarrollando normas legales e institucionales para erradicar las distintas formas de discriminación y violencia contra la mujer, y avanzar hacia la igualdad de género.
El Código Penal de Chile en su Artículo 390 respecto de crímenes y delitos contra las personas hasta el año 2010 reconocía la figura de parricidio:

“El que conociendo las relaciones que los ligan, mate a su padre, madre o hijo, a cualquier otro de sus ascendientes o descendientes o a su cónyuge o conviviente, será castigado, como parricida, con la pena de presidio mayor en su grado máximo a presidio perpetuo calificado.”

En diciembre de 2010 se promulgó la Ley 20480 que modifica el Artículo 390 del Código Penal y la Ley 20066 sobre Violencia Intrafamiliar, estableciendo la figura del femicidio y aumentando las penas aplicables a este delito:

“El que, conociendo las relaciones que los ligan, mate a su padre, madre o hijo, a cualquier otro de sus ascendientes o descendientes o a quien es o ha sido su cónyuge o su conviviente, será castigado, como parricida, con la pena de presidio mayor en su grado máximo a presidio perpetuo calificado.”
"Si la víctima del delito descrito en el inciso precedente es o ha sido la cónyuge o la conviviente de su autor, el delito tendrá el nombre de femicidio."

Posteriormente, las observaciones del comité de la CEDAW al informe de Chile en 2018, incluye entre sus recomendaciones que, en materia de la violencia contra las mujeres, el Estado de Chile debía expandir la definición de femicidio, para incluir todos los asesinatos motivados por razones de género.
En marzo de 2020 se promulga la Nueva Ley de Femicidio 21212, también conocida como Ley Gabriela en homenaje póstumo a la joven Gabriela Alcaíno Donoso, asesinada junto a su madre, por su exnovio, que incorpora el concepto de violación con homicidio al Artículo 372 del Código Penal:

"El que, con ocasión de violación, cometiere además homicidio en la persona de la víctima, será castigado con presidio perpetuo a presidio perpetuo calificado."
"Si el autor del delito descrito en el inciso anterior es un hombre y la víctima una mujer, el delito tendrá el nombre de violación con femicidio."

Además, redefine el delito de femicidio en el Artículo 390, incorporando cuatro artículos adicionales que amplían el delito de femicidio a cualquier asesinato de una mujer con motivos de odio, menosprecio o abuso por causa de género, sin importar la relación o cercanía del asesino con su víctima.
Por último, excluye a los delitos de femicidio, de parricidio y de homicidio simple y calificado de la aplicación de las atenuantes de irreprochable conducta anterior o de haber obrado producto de arrebato u obcecación, en los casos en que haya precedido incidente de violencia cometido por el autor contra la víctima, sus ascendientes o descendientes.
Tipificación del femicidio
La actual legislación chilena (2022) reconoce que comete femicidio el hombre que mata a una mujer en razón de su género, el que es o haya sido su cónyuge o conviviente, o con quien tiene o haya tenido un hijo en común, y el que tiene o haya tenido con ella una relación de pareja de carácter sentimental o sexual sin convivencia.
Se considera que existe razón de género cuando la muerte se produzca en alguna de las siguientes circunstancias:
1. Ser consecuencia de la negativa a establecer con el autor una relación de carácter sentimental o sexual.
2. Ser consecuencia de que la víctima ejerza o haya ejercido la prostitución, u otra ocupación u oficio de carácter sexual.
3. Haberse cometido el delito tras haber ejercido contra la víctima cualquier forma de violencia sexual, sin perjuicio de la eventual condena por violación con femicidio, si fuera el caso.
4. Haberse realizado con motivo de la orientación sexual, identidad de género o expresión de género de la víctima.
5. Haberse cometido en cualquier tipo de situación en la que se den circunstancias de manifiesta subordinación por las relaciones desiguales de poder entre el agresor y la víctima, o motivada por una evidente intención de discriminación.

Son agravantes del femicidio: 
1. Encontrarse la víctima embarazada.
2. Ser la víctima una niña o una adolescente menor de dieciocho años de edad, una mujer adulta mayor o una mujer en situación de discapacidad.
3. Ejecutarlo en presencia de ascendientes o descendientes de la víctima (padre, madre, abuelo, abuela, hijos, hijas, nitos nietas, etc.).
4. Ejecutarlo en el contexto de violencia física o psicológica habitual del hechor contra la víctima.

Para el femicidio no se considera atenuante la de “obrar por estímulos tan poderosos que naturalmente hayan producido arrebato y obcecación”.
Si el autor del crimen viola y mata a una mujer se considera delito de violación con femicidio.
La ley no permite aplicar penas alternativas a los que cometen femicidio.
Día Nacional contra el Femicidio
Como forma de visibilizar la situación de violencia que afecta a las mujeres, dignificar la memoria de quienes han sido víctimas y reconocer los aportes que ha realizado el movimiento feminista, en noviembre de 2020 se promulgó la Ley 21282, que declara el día 19 de diciembre de cada año como el Día Nacional Contra el Femicidio. La fecha se eligió en homenaje al caso de Javiera Neira Oportus, quien en el año 2005 y con sólo 6 años de edad fue asesinada por su padre, a modo de venganza contra su expareja y madre de la niña, hecho conocido como castigo femicida, esto es, cuando un hombre, con la intención de causar un grave daño psíquico a una mujer, mata a un ser querido de ésta.

## Estadísticas
El Registro Oficial de Casos de Femicidios es publicado por el Servicio Nacional de la Mujer y Equidad de Género (SernamEG), a través del Circuito Intersectorial de Femicidios, creado el 2009, que recopila información de distintas instituciones de gobierno, como Carabineros de Chile, el Servicio Nacional de Protección Especializada a la Niñez y Adolescencia Mejor Niñez (SMN), el SernamEG, la Subsecretaría de Prevención del Delito y su Programa Apoyo a Víctimas (PAV),  la Policía de Investigaciones de Chile (PDI) y el Servicio Médico Legal (SML).
| FEMICIDIOS CONSUMADOS, DISTRIBUCIÓN REGIONAL              | FEMICIDIOS CONSUMADOS, DISTRIBUCIÓN REGIONAL | FEMICIDIOS CONSUMADOS, DISTRIBUCIÓN REGIONAL | FEMICIDIOS CONSUMADOS, DISTRIBUCIÓN REGIONAL | FEMICIDIOS CONSUMADOS, DISTRIBUCIÓN REGIONAL | FEMICIDIOS CONSUMADOS, DISTRIBUCIÓN REGIONAL | FEMICIDIOS CONSUMADOS, DISTRIBUCIÓN REGIONAL | FEMICIDIOS CONSUMADOS, DISTRIBUCIÓN REGIONAL | FEMICIDIOS CONSUMADOS, DISTRIBUCIÓN REGIONAL | FEMICIDIOS CONSUMADOS, DISTRIBUCIÓN REGIONAL |      |      |
| Región                                                    | 2013                                         | 2014                                         | 2015                                         | 2016                                         | 2017                                         | 2018                                         | 2019                                         | 2020                                         | 2021                                         | 2022 | 2023 |
| --------------------------------------------------------- | -------------------------------------------- | -------------------------------------------- | -------------------------------------------- | -------------------------------------------- | -------------------------------------------- | -------------------------------------------- | -------------------------------------------- | -------------------------------------------- | -------------------------------------------- | ---- | ---- |
| XV Arica y Parinacota                                     | 0                                            | 0                                            | 0                                            | 0                                            | 0                                            | 0                                            | 2                                            | 1                                            | 1                                            | 2    | 0    |
| I Tarapacá                                                | 0                                            | 0                                            | 0                                            | 0                                            | 0                                            | 1                                            | 1                                            | 0                                            | 2                                            | 1    | 0    |
| II Antofagasta                                            | 0                                            | 1                                            | 2                                            | 3                                            | 1                                            | 0                                            | 3                                            | 1                                            | 3                                            | 1    | 1    |
| III Atacama                                               | 2                                            | 0                                            | 3                                            | 0                                            | 0                                            | 1                                            | 0                                            | 2                                            | 1                                            | 0    | 0    |
| IV Coquimbo                                               | 1                                            | 0                                            | 1                                            | 0                                            | 3                                            | 1                                            | 0                                            | 1                                            | 2                                            | 1    | 2    |
| V Valparaíso                                              | 3                                            | 2                                            | 5                                            | 2                                            | 2                                            | 4                                            | 6                                            | 8                                            | 4                                            | 6    | 3    |
| RM Metropolitana                                          | 18                                           | 19                                           | 13                                           | 16                                           | 16                                           | 14                                           | 14                                           | 9                                            | 20                                           | 12   | 12   |
| VI O’Higgins                                              | 1                                            | 1                                            | 4                                            | 1                                            | 5                                            | 2                                            | 4                                            | 6                                            | 3                                            | 3    | 3    |
| VII Maule                                                 | 4                                            | 3                                            | 3                                            | 1                                            | 4                                            | 4                                            | 1                                            | 4                                            | 3                                            | 2    | 3    |
| XVI Ñuble                                                 | 0                                            | 0                                            | 0                                            | 0                                            | 0                                            | 0                                            | 2                                            | 1                                            | 1                                            | 1    | 1    |
| VIII Bio Bio                                              | 3                                            | 7                                            | 4                                            | 6                                            | 5                                            | 4                                            | 2                                            | 3                                            | 2                                            | 3    | 6    |
| IX Araucanía                                              | 3                                            | 1                                            | 6                                            | 2                                            | 2                                            | 6                                            | 0                                            | 2                                            | 1                                            | 3    | 5    |
| XIV Los Ríos                                              | 0                                            | 2                                            | 0                                            | 1                                            | 1                                            | 4                                            | 2                                            | 3                                            | 0                                            | 2    | 0    |
| X Los Lagos                                               | 3                                            | 3                                            | 3                                            | 2                                            | 2                                            | 1                                            | 8                                            | 1                                            | 1                                            | 6    | 3    |
| XI Aysén                                                  | 1                                            | 0                                            | 1                                            | 0                                            | 3                                            | 0                                            | 0                                            | 1                                            | 0                                            | 0    | 1    |
| XII Magallanes                                            | 1                                            | 1                                            | 0                                            | 0                                            | 0                                            | 0                                            | 1                                            | 0                                            | 0                                            | 0    | 1    |
| Total                                                     | 40                                           | 40                                           | 45                                           | 34                                           | 44                                           | 42                                           | 46                                           | 43                                           | 44                                           | 43   | 41   |
| Fuente: Servicio Nacional de la Mujer y Equidad de Género |                                              |                                              |                                              |                                              |                                              |                                              |                                              |                                              |                                              |      |      |

| FEMICIDIOS FRUSTRADOS, DISTRIBUCIÓN REGIONAL              | FEMICIDIOS FRUSTRADOS, DISTRIBUCIÓN REGIONAL | FEMICIDIOS FRUSTRADOS, DISTRIBUCIÓN REGIONAL | FEMICIDIOS FRUSTRADOS, DISTRIBUCIÓN REGIONAL | FEMICIDIOS FRUSTRADOS, DISTRIBUCIÓN REGIONAL | FEMICIDIOS FRUSTRADOS, DISTRIBUCIÓN REGIONAL | FEMICIDIOS FRUSTRADOS, DISTRIBUCIÓN REGIONAL | FEMICIDIOS FRUSTRADOS, DISTRIBUCIÓN REGIONAL | FEMICIDIOS FRUSTRADOS, DISTRIBUCIÓN REGIONAL | FEMICIDIOS FRUSTRADOS, DISTRIBUCIÓN REGIONAL |
| Región                                                    | 2013                                         | 2014                                         | 2015                                         | 2016                                         | 2017                                         | 2018                                         | 2019                                         | 2020                                         | 2021                                         |
| --------------------------------------------------------- | -------------------------------------------- | -------------------------------------------- | -------------------------------------------- | -------------------------------------------- | -------------------------------------------- | -------------------------------------------- | -------------------------------------------- | -------------------------------------------- | -------------------------------------------- |
| XV Arica y Parinacota                                     | 2                                            | 2                                            | 4                                            | 2                                            | 3                                            | 1                                            | 8                                            | 8                                            | 4                                            |
| I Tarapacá                                                | 6                                            | 4                                            | 6                                            | 10                                           | 6                                            | 4                                            | 4                                            | 6                                            | 12                                           |
| II Antofagasta                                            | 4                                            | 4                                            | 7                                            | 11                                           | 8                                            | 5                                            | 4                                            | 6                                            | 7                                            |
| III Atacama                                               | 0                                            | 0                                            | 5                                            | 4                                            | 3                                            | 4                                            | 2                                            | 3                                            | 2                                            |
| IV Coquimbo                                               | 3                                            | 12                                           | 10                                           | 3                                            | 4                                            | 6                                            | 6                                            | 11                                           | 4                                            |
| V Valparaíso                                              | 3                                            | 14                                           | 10                                           | 13                                           | 13                                           | 14                                           | 9                                            | 10                                           | 33                                           |
| RM Metropolitana                                          | 25                                           | 32                                           | 22                                           | 34                                           | 24                                           | 30                                           | 25                                           | 42                                           | 36                                           |
| VI O’Higgins                                              | 5                                            | 5                                            | 8                                            | 6                                            | 12                                           | 11                                           | 11                                           | 8                                            | 4                                            |
| VII Maule                                                 | 9                                            | 6                                            | 3                                            | 10                                           | 6                                            | 9                                            | 6                                            | 4                                            | 3                                            |
| XVI Ñuble                                                 | 0                                            | 0                                            | 0                                            | 0                                            | 0                                            | 0                                            | 3                                            | 5                                            | 3                                            |
| VIII Bio Bio                                              | 9                                            | 9                                            | 10                                           | 15                                           | 14                                           | 8                                            | 5                                            | 10                                           | 13                                           |
| IX Araucanía                                              | 4                                            | 1                                            | 5                                            | 3                                            | 7                                            | 10                                           | 9                                            | 15                                           | 18                                           |
| XIV Los Ríos                                              | 1                                            | 3                                            | 6                                            | 4                                            | 1                                            | 3                                            | 7                                            | 10                                           | 10                                           |
| X Los Lagos                                               | 4                                            | 7                                            | 10                                           | 10                                           | 11                                           | 10                                           | 6                                            | 9                                            | 13                                           |
| XI Aysén                                                  | 1                                            | 2                                            | 3                                            | 1                                            | 1                                            | 0                                            | 3                                            | 0                                            | 1                                            |
| XII Magallanes                                            | 2                                            | 2                                            | 3                                            | 3                                            | 2                                            | 5                                            | 1                                            | 4                                            | 1                                            |
| Total                                                     | 78                                           | 103                                          | 112                                          | 129                                          | 115                                          | 121                                          | 109                                          | 151                                          | 163                                          |
| Fuente: Servicio Nacional de la Mujer y Equidad de Género |                                              |                                              |                                              |                                              |                                              |                                              |                                              |                                              |                                              |

Paralelamente, la Red Chilena contra la Violencia hacia las Mujeres lleva un registro detallado de los femicidios ocurridos desde el 2001, publicado en línea desde el 2010, que incluye casos que no han sido considerados femicidios por la Fiscalía, argumentando falta de pruebas para calificarlos como tal. Además, registran casos considerados como suicidio femicida (mujeres que deciden acabar con su vida a consecuencia del acoso y la violencia machista, al sentir que no existe otra salida a la situación que están viviendo, o bien ante la impunidad de sus agresores) y el castigo femicida (cuando un hombre, con la intención de causar un grave daño psíquico a una mujer, mata a un ser querido de ésta).
| Femicidios Consumados | Femicidios Consumados | Femicidios Consumados |
| Año                   | Red Chilena           | SernamEG              |
| --------------------- | --------------------- | --------------------- |
| 2010                  | 65                    | 49                    |
| 2011                  | 48                    | 40                    |
| 2012                  | 44                    | 34                    |
| 2013                  | 55                    | 40                    |
| 2014                  | 58                    | 40                    |
| 2015                  | 60                    | 45                    |
| 2016                  | 55                    | 34                    |
| 2017                  | 69                    | 44                    |
| 2018                  | 58                    | 42                    |
| 2019                  | 63                    | 46                    |
| 2020                  | 59                    | 43                    |
| 2021                  | 58                    | 44                    |
| 2022                  | 56                    | 43                    |
| 2023                  | 48                    | 41                    |

Queda en evidencia que la legislación es insuficiente para disminuir la ocurrencia de femicidios si no se acompaña de políticas públicas orientadas a la prevención y erradicación de la violencia contra las mujeres, abordando los distintos ámbitos que la producen, visto que desde que se promulgó la Ley de Femicidio (2010) y en el primer año de vigencia de Ley Gabriela (2020), si bien en los primeros años se observa una leve disminución, desde 2013 la cantidad de femicidios perpetrados año a año no presenta gran variación.